# Sheet Music (álbum)
Sheet Music es el segundo álbum de estudio de la banda británica 10 c.c. Fue publicado en mayo de 1974 a través de UK Records.

## Lanzamiento
Sheet Music se lanzó en mayo de 1974 por UK Records y se convirtió en el segundo álbum de estudio de 10 c.c. Se publicó como un LP de vinilo y contenía cinco pistas en cada lado del disco. En el Reino Unido, el álbum alcanzó el puesto número 10 en la lista Top Fifty de la revista Record & Radio Mirror (posteriormente adoptada como UK Albums Chart). Para el 1 de marzo de 1975, Sheet Music ya había vendido 250 000 copias y fue certificado disco de oro.
El álbum disfrutó de un gran éxito en las listas de álbumes de Países Bajos, alcanzando el puesto número 15. Alcanzó el puesto número 81 en Estados Unidos, mejorando el de su álbum 10 c.c., que alcanzó el puesto número 201.

## Recepción de la crítica
Un escritor no especificado de Record World le otorgó el certificado de “Hit of the Week”, y lo calificó como “musicalmente brillante”. Un escritor no especificado de la revista Cash Box describió el álbum como “tan dinámico y provocativo como todo lo que han hecho hasta ahora”.

## Posicionamiento
| Gráfica (1974)                            | Pico de posición |
| ----------------------------------------- | ---------------- |
| Australia (Kent Music Report)             | 87               |
| Estados Unidos (Billboard Top LPs & Tape) | 81               |
| Países Bajos (Dutch Album Top 100)        | 15               |
| Reino Unido (UK Albums Chart)             | 10               |

## Certificaciones y ventas
| País                                                     | Certificación | Ventas   |
| -------------------------------------------------------- | ------------- | -------- |
| Reino Unido (BPI)                                        | Oro           | 250 000* |
| *cifras de ventas basadas únicamente en la certificación |               |          |